# Tadeusz Adam Majewski
Tadeusz Adam Feliks Majewski (ur. 26 sierpnia 1899 we Lwowie, zm. 20 czerwca 1969 w Toronto) – pułkownik dyplomowany broni pancernych Wojska Polskiego i Polskich Sił Zbrojnych, kawaler Orderu Virtuti Militari, mianowany generałem brygady przez Władysława Andersa w 1964 roku.

## Życiorys
Urodził się 26 sierpnia 1899 roku we Lwowie. W listopadzie 1916 roku wstąpił do Legionów Polskich. Początkowo pełnił służbę w 1 pułku piechoty, a następnie w 1 pułku artylerii. W lutym 1918 roku został internowany w Huszt, a w kwietniu tego roku wcielony do cesarskiej i królewskiej armii i wysłany na front włoski, gdzie dostał się do niewoli. W grudniu 1918 roku wstąpił do polskich oddziałów wojskowych we Włoszech będących częścią Armii Polskiej we Francji. Pełnił funkcję adiutanta III grupy 6 pułku artylerii polowej, a po scaleniu z „armią krajową” – adiutanta III dywizjonu 12 pułku artylerii polowej.
W grudniu 1919 roku został przeniesiony do 1 pułku czołgów na stanowisko dowódcy plutonu. Później objął dowództwo kompanii czołgów. 19 stycznia 1921 roku został zatwierdzony z dniem 1 kwietnia 1920 roku w stopniu porucznika, w artylerii, „w grupie oficerów byłej armii generała Hallera”. 1 czerwca 1921 roku pełnił służbę w II batalionie 1 pułku czołgów, a jego oddziałem macierzystym był nadal 12 pułku artylerii polowej 3 maja 1922 roku został zweryfikowany w stopniu porucznika ze starszeństwem z dniem 1 czerwca 1919 roku i 372. lokatą w korpusie oficerów artylerii.
Od maja do października 1922 roku był słuchaczem kursu broni pancernej w Żurawicy, a od października 1923 roku do sierpnia 1924 roku kursu broni pancernej we Francji. Pełniąc służbę w 1 pułku czołgów pozostawał oficerem nadetatowym 12 pap w Złoczowie. Po powrocie do kraju został referentem czołgów w Wydziale Wojsk Samochodowych Ministerstwa Spraw Wojskowych w Warszawie. W grudniu 1923 roku został przeniesiony z korpusu oficerów artylerii do korpusu oficerów piechoty z równoczesnym wcieleniem do 17 pułku piechoty w Rzeszowie. 21 listopada 1924 roku został przydzielony do Centralnej Szkoły Czołgów w Żurawicy na stanowisko wykładowcy. 1 grudnia 1924 roku awansował na kapitana ze starszeństwem z dniem 15 sierpnia 1924 roku i 493. lokatą w korpusie oficerów piechoty. W listopadzie otrzymał przeniesienie z Centralnej Szkoły Czołgów do Departamentu V Wojsk Technicznych Ministerstwa Spraw Wojskowych w Warszawie na stanowisko referenta czołgów. W 1928 roku został przeniesiony do kadry oficerów piechoty i przydzielony do Biura Konstrukcyjnego Broni Pancernych Instytutu Badań Inżynieryjnych.
W czerwcu 1930 roku został przeniesiony z Instytutu Badań Inżynieryjnych do 1 pułku czołgów w Żurawicy. Od 15 czerwca do 15 września 1930 roku odbył staż we Włoszech, w jednostce artylerii, i praktykę w 12 pułku piechoty w Wadowicach. Od 15 października do 15 grudnia 1930 roku był słuchaczem Kursu Próbnego przy Wyższej Szkole Wojennej. 5 stycznia 1931 roku został powołany do Wyższej Szkoły Wojennej w Warszawie, charakterze słuchacza dwuletniego Kursu 1930–1932. 1 listopada 1932 roku, po ukończeniu kursu i otrzymaniu dyplomu naukowego oficera dyplomowanego, został przeniesiony do Oddziału III Sztabu Głównego w Warszawie. 4 lutego 1934 roku został awansowany na majora ze starszeństwem z dniem 1 stycznia 1934 roku i 26. lokatą w korpusie oficerów piechoty. W listopadzie 1937 roku objął dowództwo 6 batalionu pancernego we Lwowie. Na podpułkownika został awansowany ze starszeństwem z dniem 19 marca 1939 roku i 86. lokatą w korpusie oficerów piechoty. W kampanii wrześniowej 1939 roku pełnił służbę w Oddziale III Sztabu Armii „Karpaty”. W czasie kampanii przedostał się na Węgry, a później do Francji.
W czasie kampanii francuskiej 1940 roku walczył jako dowódca 1 pułku czołgów, występującego w składzie 10 Brygady Kawalerii Pancernej. „Bił się pod Champaubert i zdobył na krótko Montbard. Potem z grupą żołnierzy, a wreszcie sam przedzierał się na południe. Dzięki cywilnemu ubraniu zdołał dotrzeć do Marsylii. Tam pod pozorem wyjazdu do Chin uzyskał wizę, co wystarczyło, by odpowiednie konsulaty ostemplowały paszport wizami tranzytowymi: hiszpańską i portugalską. Nie zagrożony wyjechał do Lizbony, stamtąd zaś do Liverpoolu”.
25 września 1940 roku objął dowództwo Zgrupowania Żołnierzy Broni Pancernej. 11 października 1940 roku został wyznaczony na stanowisko dowódcy 1 pułku czołgów. Od 7 grudnia 1940 roku przebywał na leczeniu w szpitalu RAF w Blackpool. 7 marca 1941 roku powrócił ze szpitala i objął dowództwo pułku. 19 września 1941 roku objął dowództwo 16 Brygady Czołgów. 8 kwietnia 1942 roku dowodzona przez niego jednostka została włączona w skład 1 Dywizji Pancernej, a 13 sierpnia 1942 roku przemianowana na 16 Brygadę Pancerną. 23 listopada 1942 roku został awansowany na pułkownika ze starszeństwem z dniem 1 stycznia 1943 roku w korpusie oficerów broni pancernych. 21 września 1943 roku dowodzona przez niego jednostka została przez Naczelnego Wodza przeformowana w „10/16 Brygadę Pancerną”, a już 16 października 1943 roku przemianowana na 10 Brygadę Kawalerii Pancernej. Obowiązki dowódcy 10 BKPanc objął 5 listopada 1943 roku. Na czele tej brygady walczył w kampanii 1944–1945 we Francji, Belgii, Holandii i Niemczech. Brał udział w wyzwoleniu Bredy. Generał brygady Stanisław Maczek we wspomnieniach stwierdził, że „jego wiedzy wojskowej, umiarowi i taktowi personalnemu, zawdzięczamy w dużej mierze fakt, że scalenie się dywizji pancernej, mimo antagonizmów poszczególnych broni, poszło szybko i gładko”.
W styczniu 1945 roku został wyznaczony na stanowisko zastępcy szefa Sztabu Naczelnego Wodza dla Spraw Wojska w Londynie. W październiku 1945 roku został zastępcą dowódcy 1 Dywizji Pancernej. Od października 1946 roku do lutego 1949 roku pełnił służbę w Inspektoracie Generalnym Polskiego Korpusu Przysposobienia i Rozmieszczenia. Po demobilizacji wyjechał do Kanady. Naczelny Wódz, generał broni Władysław Anders awansował go generałem brygady ze starszeństwem z dniem 1 stycznia 1964 roku w korpusie generałów. Zmarł 20 czerwca 1969 roku w Toronto. Pochowany na cmentarzu Powązkowskim w Warszawie (kwatera 170-5-12).

## Ordery i odznaczenia
- Krzyż Złoty Orderu Wojennego Virtuti Militari za kampanię 1944-1945[32]
- Krzyż Srebrny Orderu Wojskowego Virtuti Militari nr 3452, za wojnę 1920 – 1921[33]
- Krzyż Walecznych po raz 1 i 2 za kampanię francuską 1940, po raz 3 za kampanię 1944-1945[34]
- Złoty Krzyż Zasługi
- Medal Niepodległości
- Medal Międzysojuszniczy „Médaille Interalliée”
- Krzyż Komandorski Orderu Imperium Brytyjskiego[35]
- Krzyż Komandorski Orderu Leopolda z palmami[36]
- Krzyż Kawalerski I klasy Orderu Królewskiego Miecza – 11 listopada 1936[37]
- Krzyż Oficerski Orderu Korony Włoch – 11 listopada 1936[37]
- Krzyż Kawalerski Orderu Legii Honorowej[38]
- Krzyż Wojenny za kampanię francuską 1940[39]
- Krzyż Wojenny z palmami za kampanię francuską 1940[40]
- Order Wybitnej Służby za kampanię 1944-1945[35]